# ضربه عالی روی پشت بام
ضربه عالی روی پشت بام (کره‌ای: 지붕 뚫고 하이킥; لاتین‌نویسی اصلاح‌شده: Jibungttulgo Haikik) یک مجموعهٔ محبوب کمدی موقعیت کره جنوبی است که حول محور خانوادهٔ لی می‌چرخد. این مجموعه از ۷ سپتامبر ۲۰۰۹ تا ۱۹ مارس ۲۰۱۰ از ام‌بی‌سی پخش شد.